# スリーパーエージェント
スリーパーエージェント（浸透工作員）とは、普段は一般の職務に就いていながら、命令が下れば破壊工作・利敵活動・テロリズムを実行できるように対立国や対立組織に浸透しているスパイの一種である。別名スリーパー・セル。

## スパイ活動におけるスリーパーエージェント
スパイ活動において、スリーパーエージェントとは、標的となる国に潜入し、時には何年も「眠りについた」エージェントのことである。このエージェントは、スポンサーや既存のエージェントと連絡を取ることも、公開されている情報以上の情報を得ることもしない。エージェントは、別人の身分などを得て、普通の市民として日常生活に溶け込もうとする。ターゲット国の防諜機関は、しばらく前にリクルートされた可能性のあるすべてのエージェントの動向を把握することは現実的には不可能である。
ある意味では、スポンサーからお金をもらう必要のない優秀なスリーパーエージェントは、自分で資金を稼ぎ、海外からの支払いを回避することができるからである。このような場合、スリーパーエージェントは、「影響力のあるエージェント」と呼ばれるほどの成功を収めることができる。
これまでに発見されたスリーパーエージェントは、ターゲット国の出身者で、幼少期に他の国に移り住み、イデオロギーや民族的な理由で採用され協力を得て、ターゲット国に戻ってきたというケースが多い。潜伏工作員の言語やその他のスキルがネイティブのものであればあるほど、国内で疑われる可能性が低くなるため、スポンサーにとっては貴重な存在となる。
スリーパーエージェントの選択と潜入は、ターゲットが何年か先になっても適切なターゲットであるかどうかが不確かであるため、困難を伴うことが多い。工作員を潜入させた後にスポンサーである政府やその政策が変われば、工作員が間違ったターゲットに仕込まれていたことが判明する可能性がある。

## 摘発されたスリーパー例
- ジャック・バルスキー（英語版）は、ソビエトのKGBによって米国に潜伏工作員として仕込まれた。1978年から1988年の間、潜伏工作員として活動していたが、その後1994年に米国当局に発見され、1997年に逮捕された。逮捕後すぐに自白し、スパイ技術に関する有益な情報源となった[4]。
- 不法入国者プログラム（英語版）は、ロシア対外情報庁が米国に仕掛けたスリーパースパイのネットワークである。数年にわたる継続的な捜査の結果、2010年6月に米国で10人、キプロスで1人の容疑者が告発され、逮捕された。ロシアの特別プログラム総局/GUSP（ロシア語に訳すとГлавное управление специальных программ, ГУСПとなる）は、今でも学生や優秀な科学者の中から候補者を募り、ロシア国内の警察や諜報機関の潜伏工作員として、あるいは合法的な従業員として利用している。
- 「欧米諸国の男と結婚して、姓を変えて、アメリカに移住して、普通の生活を送りつつ、世界の金融の中枢に入り込む」という任務を与えられていたロシアのスリーパーであったアンナ・チャップマン(旧姓アンナ・クシュチェンコ)が2010年に摘発されている。彼女は任務通りにイギリス人との結婚で姓を変え、イギリスの市民権を取得後に離婚し、アメリカに移住した。そしてニューヨークの金融業界でバリキャリOLとして働きながら、貴重な情報を与えてくれそうな男がいれば、対象と性行為さえするハニートラップで手に入れていた。彼女は更にオバマ政権高官とも関係を持つことで、アメリカの外交情報を手に入れようとしていた[3]。

## フィクション作品一覧
フィクションの中では、スリーパーエージェントは自分がスリーパーであることに気づかないことがある。彼らは洗脳されたり、催眠術をかけられたり、その他の方法で、覚醒するまで秘密の任務に気づかないように仕向けられる。そのような物語の例は以下の通り。
- 『影なき狙撃者』（小説とその映画化『影なき狙撃者』『クライシス・オブ・アメリカ』）は、一部のアメリカ人がソ連の諜報部隊に捕らえられ、後催眠術をかけられ、アメリカでの生活に戻されるという作品。
- 1977年に公開された映画『テレフォン』では、ロシアの諜報員が、特別な起動フレーズで記憶が解除されるまで、自分は普通のアメリカ人だと信じている。
- 1978年に出版されたケン・フォレットの『針の目（英語版）』と1981年に公開された同名の映画は、スリーパーエージェントであるヘンリー・フェイバー（ドナルド・サザーランド）が標的となる国でどのように活動しているのかを描いている。
- 2009年に放送された『ファミリー・ガイ』のエピソード「Spies Reminiscent of Us」では、ウェスト市長（英語版）がKGBの潜伏工作員であることが明らかになった。
- 2010年に公開された映画『ソルト』では、スリーパーエージェントとして告発された女性が汚名をそそぐために逃亡するが、実は彼女は本当にスリーパーエージェントであることが判明する。
- 2012年の映画『Thuppakki』と2014年のリメイク版『Holiday: A Soldier Is Never Off Duty』では、スリーパーセルがムンバイの街を襲う。
- 2012年の映画『スパイな奴ら（英語版）』では、長期にわたって韓国に潜伏するスパイたちを描いている。
- 2013年公開の映画『Viswaroopam』では、潜伏工作員が腫瘍治療機器からセシウムを削り取り、ニューヨークでダーティーボムを製造して爆発させるという筋書きが解明される様を描いている。
- 2013年の韓国映画『シークレット・ミッション』では、北朝鮮のエリートスパイが韓国の貧民街で本国からの作戦実行指令を待ちつつ、現地の生活に馴染んでいる様子が描かれている。
- 2013年の韓国映画『レッド・ファミリー』では、北朝鮮のスパイ4人が理想的な家族を装いながら、韓国で暮らしている様子が描かれている。
- 2013年から2018年にかけて放送されたテレビシリーズ『ジ・アメリカンズ』では、平均的なアメリカ人家族が実はKGBのエージェント集団であることが描かれている。1980年代の冷戦時代が舞台となっている。
- 2015年の映画『エージェント・ウルトラ』では、小さな町のコンビニでアルバイトをするマイク・ハウエルが、ハイになることとグラフィックノベルを書くことにほとんどの時間を費やしている。マイクは自分がCIAによって危険な殺人マシーンになるよう訓練されていたことを知らなかった。CIAが彼を処分の対象としたとき、彼の元担当ハンドラーは彼の潜在的なスキルを覚醒させ、温厚な怠け者を危険な殺人兵器に変えてしまう。
- 2021年に公開された映画『ブラック・ウィドウ』では、ナターシャ・ロマノフが妹のエレーナとともにオハイオ州でスリーパーセルとして活動していた過去が描かれている。